# Biserica reformată din Sânmiclăuș
Biserica reformată din Sânmiclăuș este un monument istoric aflat pe teritoriul satului Sânmiclăuș, comuna Șona. În Repertoriul Arheologic Național, monumentul apare cu codul 7927.05.

## Localitatea
Sânmiclăuș (în maghiară Bethlenszentmiklós, Szászszentmiklós, Oláhszentmiklós, colocvial Szentmiklós, în dialectul săsesc Klosdref, Kluisderf, în germană Betelsdorf, Klosdorf bei Kleinkopisch) este un sat în comuna Șona din județul Alba, Transilvania, România.  Prima atestare a localității datează din anul 1309.

## Istoric
A fost construită la sfârșitul secolului al XVII-lea (1685).

## Imagini

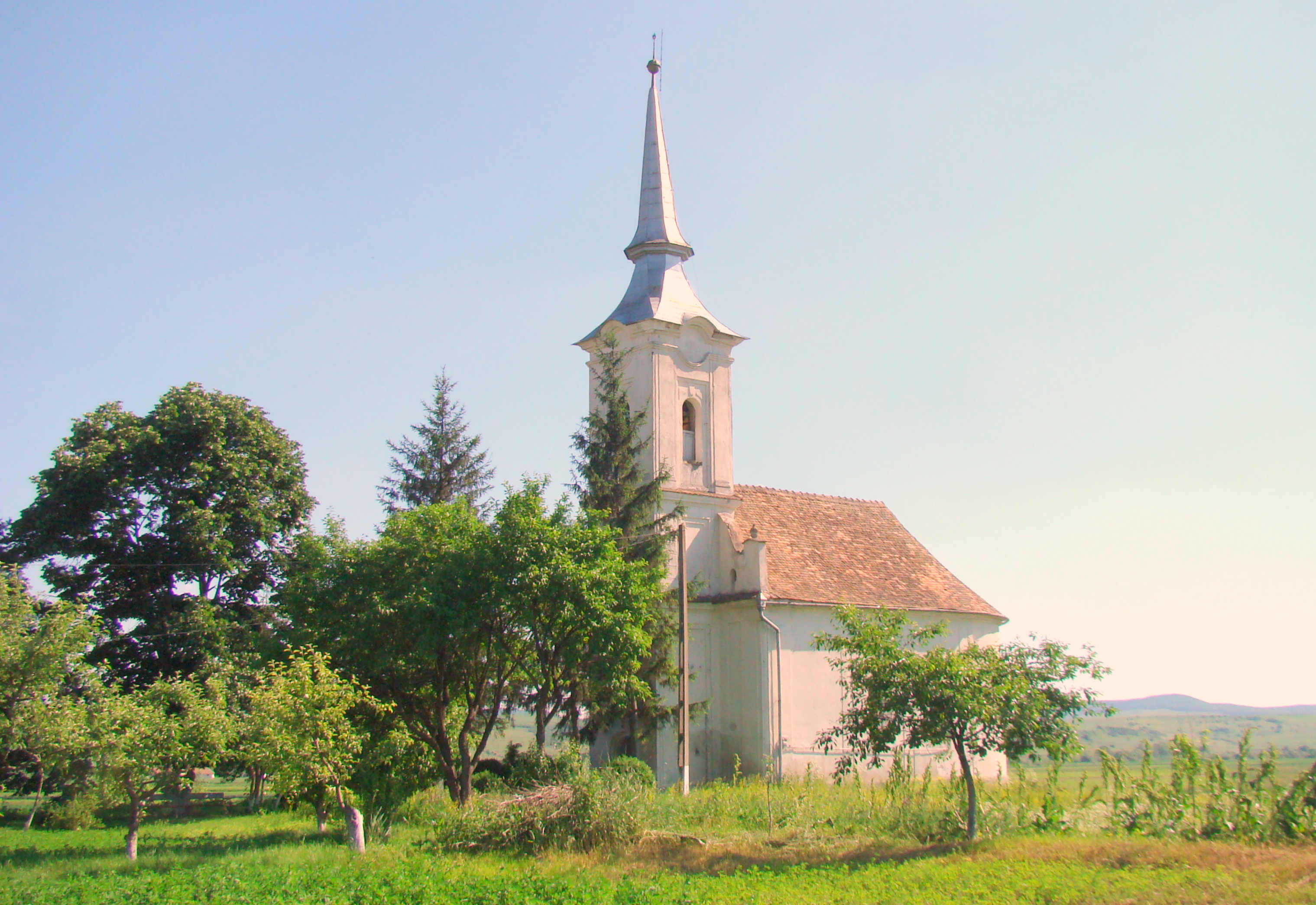
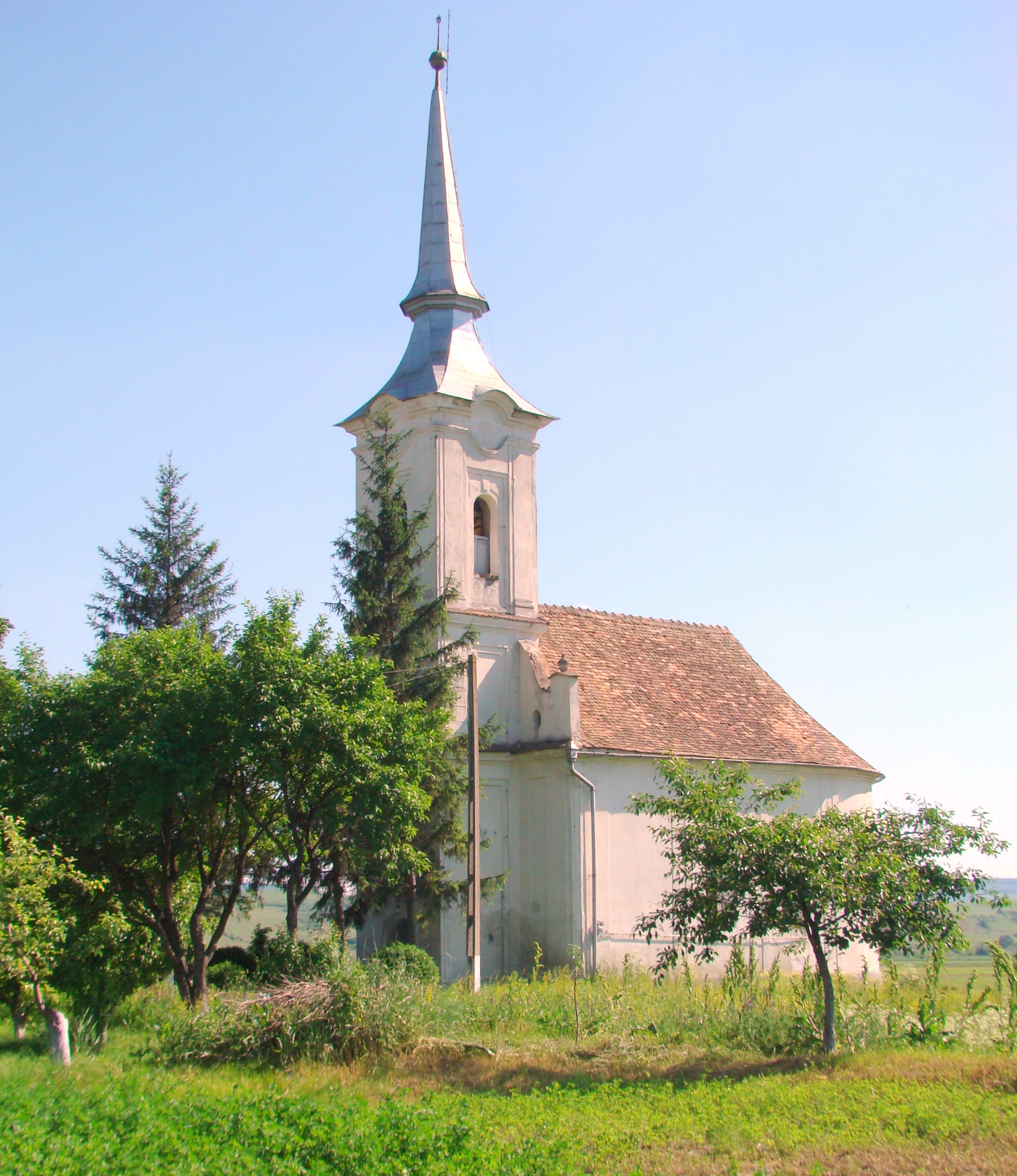
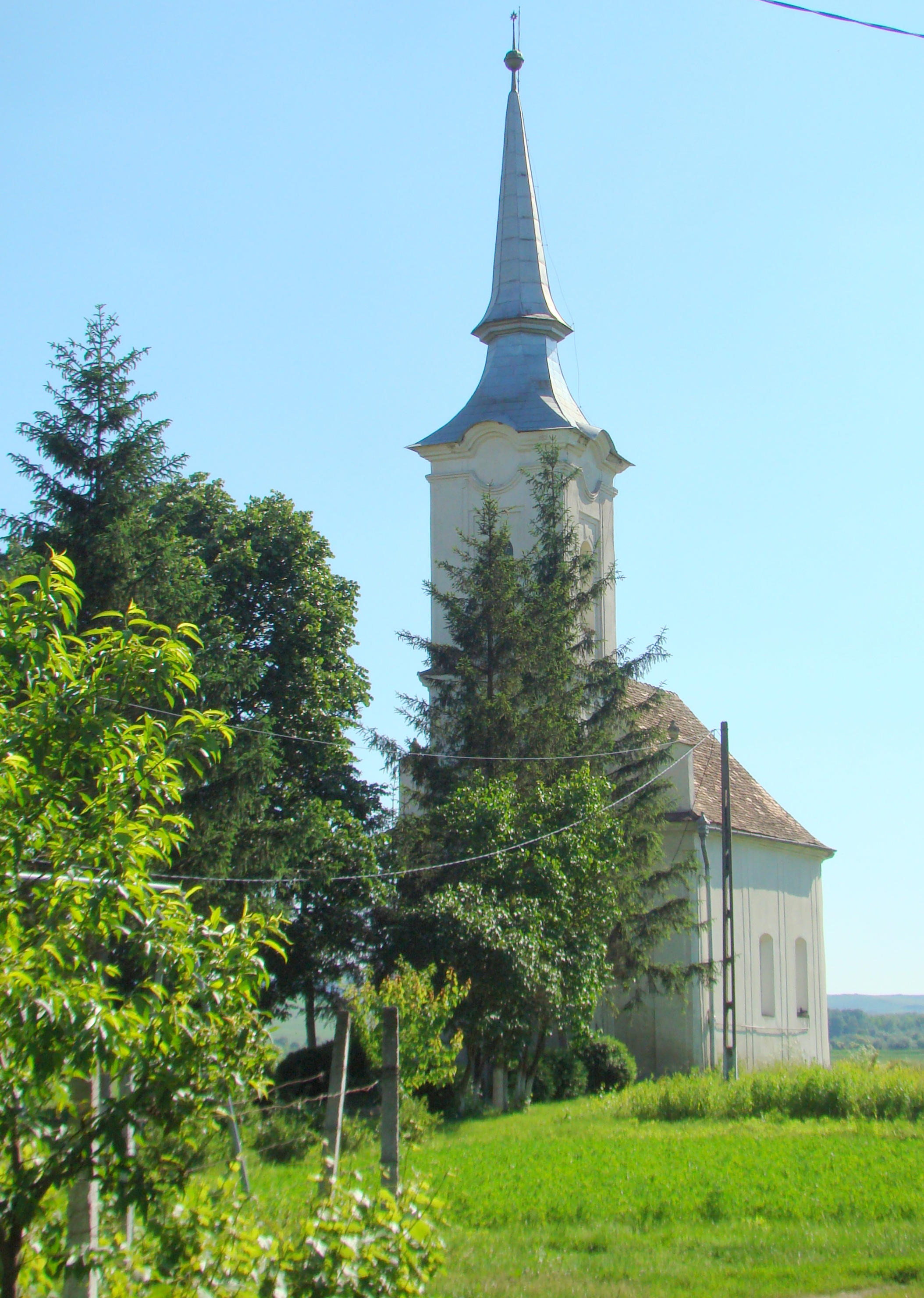
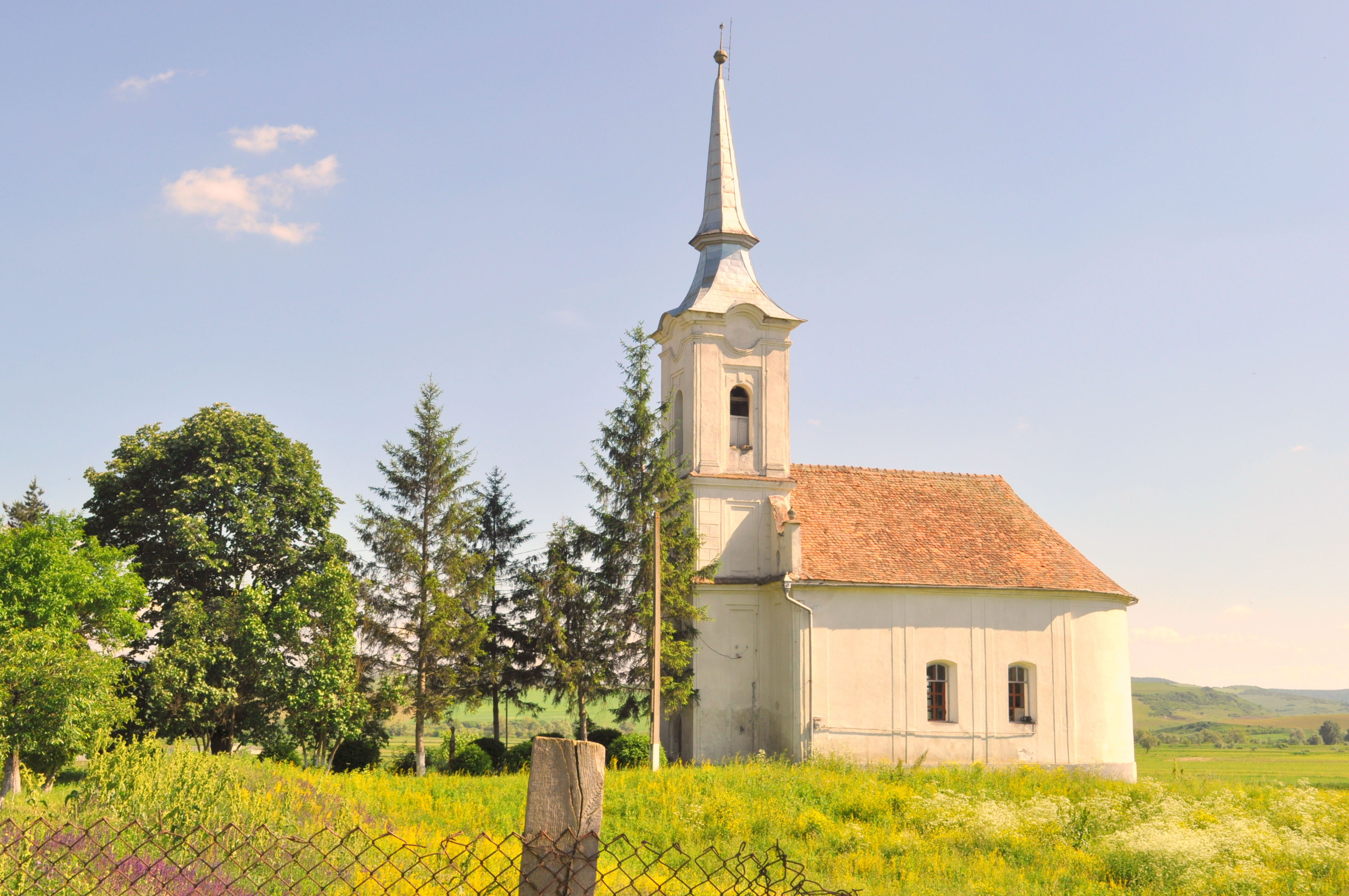